# 背帶南鰍
背帶南鰍（學名：Schistura dorsizona）為輻鰭魚綱鯉形目條鰍科南鰍屬的其中一種。分布於亞洲寮國湄公河流域，本魚體細長，體側具6-11個黑色鞍狀斑，體上半部深褐色，下半部白色至淡黃色，在尾鰭基底上的一個大的圓黑色的斑塊，背鰭軟條12枚，臀鰭軟條8枚，體長可達4.3公分，棲息在砂石底質的河川底層水域，以水生昆蟲為食，生活習性不明。

## 扩展阅读
維基物種上的相關：背帶南鰍